# Giuseppe Granieri
Giuseppe Granieri (Potenza, 1968 – Potenza, 11 marzo 2024) è stato un saggista e blogger italiano.

## Biografia
Giuseppe Granieri nacque a Potenza nel 1968. Nel 1996 fondò bookcafe.net, uno dei primi siti letterari italiani, che poi ospitò il suo blog. Dal 2000 in poi collaborò con diversi quotidiani (in particolare Il Sole 24 Ore e La Stampa), settimanali (L'Espresso) e periodici (tra cui Reset e la rivista Il Mulino). Fu anche professore a contratto presso l'Università di Urbino "Carlo Bo".
Come consulente di direzione o per l'innovazione lavorò in diversi settori, dalla progettazione di musei con Carlo Rambaldi a progetti gestiti dal Ministero dello sviluppo economico o aziende come Gambero Rosso.
Dal 2010 al 2013 fu direttore editoriale di 40k, startup italiana per la pubblicazione di libri digitali nel mercato USA e italiano.
Gestì una rubrica sull'evoluzione dell'industria culturale su La Stampa e collaborò con l'Espresso.
Morì a Potenza l'11 marzo 2024 all'età di 55 anni.

## Opere
- con Guido Conti, Istruzioni per un racconto, Literalia, 2000, ISBN 88-87064-03-2
- Racconti rubati, Literalia, 2001, ISBN 88-87064-06-7
- Blog generation, Laterza, 2005 (4ª ed. 2009) (tradotto anche in portoghese)
- La società digitale, Laterza (2006)
- Umanità Accresciuta, Laterza (2009)
- con Gianpiero Perri, Linguaggi digitali per il turismo, Apogeo-Feltrinelli, 2010, ISBN 978-88-503-2782-9

### Articoli
- La via del self-publishing, Il mulino : rivista mensile di attualità e cultura , A. 60(2011) n. 5, pp. 891-896
- Occuparsi di cultura, oggi, DigItalia : rivista del digitale nei beni culturali , Anno 4, n. 2 (dicembre 2009), p. 9-16